# 動畫雜誌
動畫雜誌為介紹動畫為主的資訊性雜誌。
內容除報導製作中的最新動畫或舊有動畫最新進展外，亦會報導動畫劇情及動畫相關資訊，以及聲優動態或動畫播放時間等。

## 動畫雜誌一覽
本列表以雜誌出版及地區分類。

### 香港
- COMiC FANS（已停刊）
- Ani-wave - 動漫狂熱
- 快樂龍
- A-CLUB（後期全名為《A-CLUB 動畫俱樂部》，已停刊）

### 中國
- 中国动画 - 中国动画学会会刊
- 动感新势力
- 动画基地
- 动漫前线
- 漫友 - 漫友·動畫100
- 彩绘COMICKERS
- 二次元狂热

### 台灣
- 先鋒動畫(1989年出版，1992年停刊)
- 神奇地帶(1990年出版，1993年停刊)
- （勁top POWER）(1998年發行，3期後停刊)
- T-AX（勁動畫雜誌）(日本AX（日语：AX (アニメ雑誌)）中文版，1999年發行，已停刊)
- Image（全視界動漫畫樂趣誌）(1999年出版，5期後停刊)
- Frontier（開拓動漫畫情報誌）(2001年出版)
- C-PLUS漫畫創意情報誌（2008年出版，已停刊）
- 動漫世代(2002年出版，已停刊)

### 日本
- OUT（みのり書房）
- Animage（德間書店）
- Animedia（學研）
- MY ANIME（秋田書店）
- THE ANIME（近代映畫社）
- Animec（ラポート）
- ANIME V→Looker（學研）
- V VERSION（みのり書房）
- MEGU（青磁ビブロス）
- B-CLUB（BANDAI）
- 電撃B-magazine（メディアワークス）
- 電撃Animation magazine（メディアワークス）
- AX（ソニー・マガジンズ）
- 月刊Globian（グロービアン）（ヒロメディア）
- CONTINUE
- Megami MAGAZINE（學研）
- PASH!
- Newtype（角川書店）
- 別冊spoon.2Di
- Otomedia
- ANIME STYLE（美術出版社→スタイル社）

#### 聲優雜誌
- hm3
- Pick-up Voice
- SEIGURA
- VOiCE Newtype
- VOICHA!
- 聲優Animedia